# Microrregión de Colatina
La microrregión de Colatina es una de las  microrregiones del estado brasileño del Espírito Santo perteneciente a la mesorregión  Noroeste Espírito-Santense. Su población fue estimada en 2006 por el IBGE en 195.644 habitantes y está dividida en siete municipios. Posee un área total de 4.361,266 km².

## Municipios
- Alto Rio Novo
- Baixo Guandu
- Colatina
- Governador Lindenberg
- Marilândia
- Pancas
- São Domingos do Norte

- Datos: Q508845